# 扎霍罗德涅
51°55′39″N 31°36′14″E / 51.92750°N 31.60389°E
扎霍罗德涅（烏克蘭語：Загороднє），是烏克蘭北部的村莊，隸屬切爾尼希夫州切爾尼希夫區。該村面積0.8平方公里，海拔高度141米，2006年人口188，人口密度每平方公里235人。